# Gruppo cosmonauti TsPK 5
Il Gruppo cosmonauti  TsPK 5 è un gruppo di cosmonauti, selezionati il 27 aprile 1970 dal GCTC e formato da sette aviatori VVS/PVO e due ingegneri. Di questi solo quattro hanno poi volato in una missione spaziale. L'addestramento generale dello spazio si è svolto da aprile 1970 a luglio 1972.
- Anatolij Berezovoj[1]
- Sojuz T-5/Sojuz T-7
- Aleksandr Dedkov[2]
- Vladimir Džanibekov[3]

Sojuz 27 / Sojuz 26
Sojuz 39
Sojuz T-6
Sojuz T-12
Sojuz T-13
- Nikolaj Fefelov[4]
- Valerij Illarianov[5]
- Jurij Isaulov[6]
- Vladimir Kozlov[7]
- Leonid Popov[8]

Sojuz 35/Sojuz 37
Sojuz 40
Sojuz T-7/Sojuz T-5
- Jurij Romanenko[9]

Sojuz 26/Sojuz 27
Sojuz 38
Sojuz TM-2/Sojuz TM-3 (Mir 2)